# Nico and the Niners
"Nico and the Niners" é uma canção do duo musical norte-americano Twenty One Pilots, gravada para o seu quinto álbum de estúdio Trench. O seu lançamento ocorreu a 11 de julho de 2018, através da Fueled by Ramen, servindo como primeiro single do disco em conjunto com "Jumpsuit". A sua composição e produção estiveram a cargo dos dois membros do grupo.

## Faixas e formatos
| Descarga digital |                       |         |  |
| N.º              | Título                | Duração |  |
| 1.               | "Jumpsuit"            | 3:58    |  |
| 2.               | "Nico and the Niners" | 3:47    |  |

## Desempenho comercial

### Posições nas tabelas musicais
| Tabela musical (2018)                          | Melhor posição |
| ---------------------------------------------- | -------------- |
| Estados Unidos - Billboard Hot 100             | 79             |
| Estados Unidos - Billboard Rock Songs          | 7              |
| França - SNEP                                  | 158            |
| Grécia - Digital Singles Chart (International) | 46             |
| Hungria - Single Top 40                        | 24             |
| Reino Unido - UK Singles Chart                 | 88             |
| Chéquia - Singles Digitál Top 100              | 2              |